# Working Designs
Working Designs est une société américaine d'édition et de localisation de jeux vidéo créée en 1986 à Redding en Californie. Sa fermeture a été annoncée le 12 décembre 2005 par Victor Ireland, président de l'entreprise, sur les forums du site officiel.

## L'histoire de la société
L'entreprise naît en 1986 de l'association entre Sylvia Schmitt et Todd Mark. Elle est destinée à la fabrication de logiciels de comptabilité pour des PC IBM. En 1988, Todd Mark trouve la mort et c'est Victor Ireland qui est appelé à achever le travail.
Grâce à l'intérêt prononcé de Victor Ireland pour les jeux vidéo japonais, l'entreprise se dirige vers le domaine des jeux vidéo et exporte en juin 1991 aux États-Unis le jeu Parasol Stars créé par Taito. Le jeu rencontre le succès et se place dans le top-20 des ventes de jeux sur Turbo Graphx-16 de l'année 1991 aux États-Unis.
En 1992, le studio se professionnalise en s'agrandissant et en achetant du matériel audio performant permettant des doublages de bonne qualité. La même année sort l'adaptation de Cosmic Fantasy 2 créée par Telenet Japan, faisant de Working Designs le premier tiers-éditeur de jeux vidéo japonais de l'histoire des États-Unis.
La dernière adaptation de la société est Growlanser Generations sorti le 7 décembre 2004 aux États-Unis. Entre-temps, la société s'est spécialisée dans le jeu de rôle japonais en localisant des licences prestigieuses telles que Alundra ou Lunar.
C'est l'annulation de la sortie américaine du jeu Goemon qui a porté le coup fatal à Working Designs.
À la suite de cette annonce, la rancune de la communauté de fans s'est dirigée vers Sony Computer Entertainment pour des raisons assez complexes. Sony ferait en effet blocus sur de nombreux RPG en 2D, fonds de commerce de Working Designs. Selon Sony, un jeu pour être vendu sur les consoles de nouvelle génération (Xbox 360, PlayStation 3, Wii) doit être en 3D, avis non partagé par de nombreuses personnes.

## Jeux édités et adaptés

### PC Engine (TurboGrafX aux États-Unis)
- Parasol Stars créé par Taito, jeu de plate-forme sur PC-Engine édité en mai 1991
- Cadash, Taito, jeu d'action / plate-forme sur PC-Engine, aout 1991
- Cosmic Fantasy 2, Telenet Japan, RPG sur PC-Engine, juin 1992
- Exile, Telenet Japan, action-RPG sur PC-Engine, septembre 1992
- Vasteel, Human Entertainment, RPG tactique sur PC-Engine, juin 1993

### Mega-CD (Sega CD aux États-Unis)
- Lunar: The Silver Star, Game Arts, RPG, décembre 1993.
- Vay, SIMS. RPG, avril 1994
- Popful Mail, Sega, action-RPG, décembre 1994.
- Lunar: Eternal Blue, Game Arts, jeu de rôle, septembre 1995.

### Sega Saturn
- Iron Storm, Sega of Japan, Stratégie, avril 1996
- Shining Wisdom, Sega of Japan, Action-RPG, juin 1996
- Dragon Force, Sega of Japan, tactical RPG, novembre 1996
- Sega Ages, Sega of Japan, Action / « Rétro », juin 1997
- Albert Odyssey: Legend of Eldean, Sunsoft, jeu de rôle, juillet 1997
- Magic Knight Rayearth, Sega of Japan, Action-RPG, novembre 1998

### PlayStation
- RayStorm, Taito, Action, Juin 1997
- Alundra, Sony CE Japan, Action-RPG, décembre 1997
- Elemental Gearbolt, Sony CE Japan, Shooter/RPG, juin 1998
- Thunder Force V, Technosoft, Shoot them up, novembre 1998
- Lunar: Silver Star Story Complete, Game Arts, jeu de rôle, Mai 1999
- Silhouette Mirage, Treasure Co. Ltd, action/plate-forme, décembre 1999
- Vanguard Bandits, Human Entertainment, Tactical RPG, mai 2000
- RayCrisis, Taito, Shooter, octobre 2000
- Lunar 2: Eternal Blue Complete, Game Arts, jeu de rôle, décembre 2000
- Lunar: Silver Star Story Complete Fan Art Edition. C'est une édition collector sortie en janvier 2002
- Arc the Lad Collection, Arc Entertainment, jeu de rôle, avril 2002

### PlayStation 2
- Growlanser Generations
- Gungriffon Blaze, Game Arts, Action, octobre 2000
- Silpheed: The Lost Planet, Game Arts, Shooter, mai 2001